# 東京都道158号小山乞田線

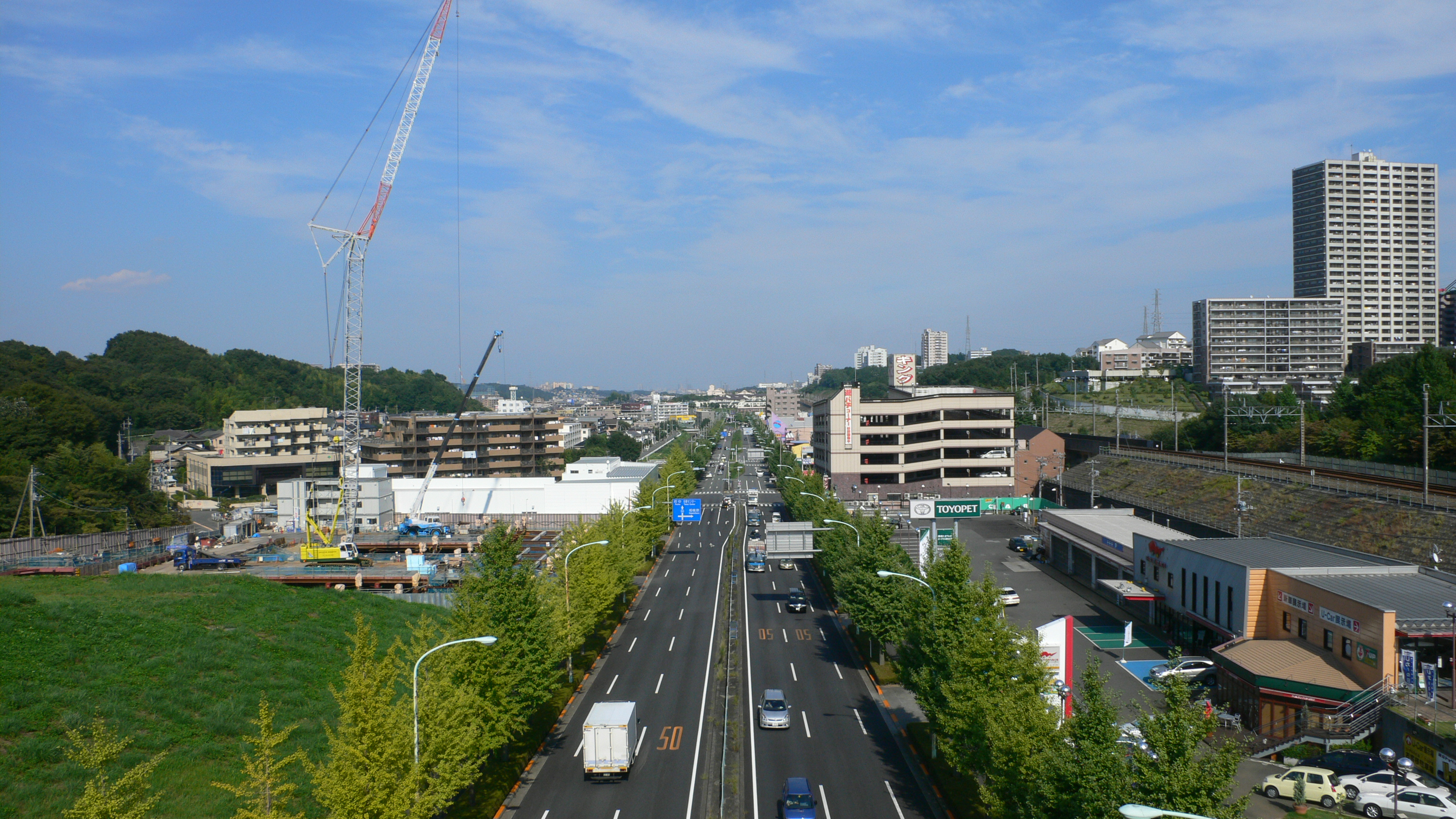
多摩ニュータウン通り（南大沢大橋より東側を望む）

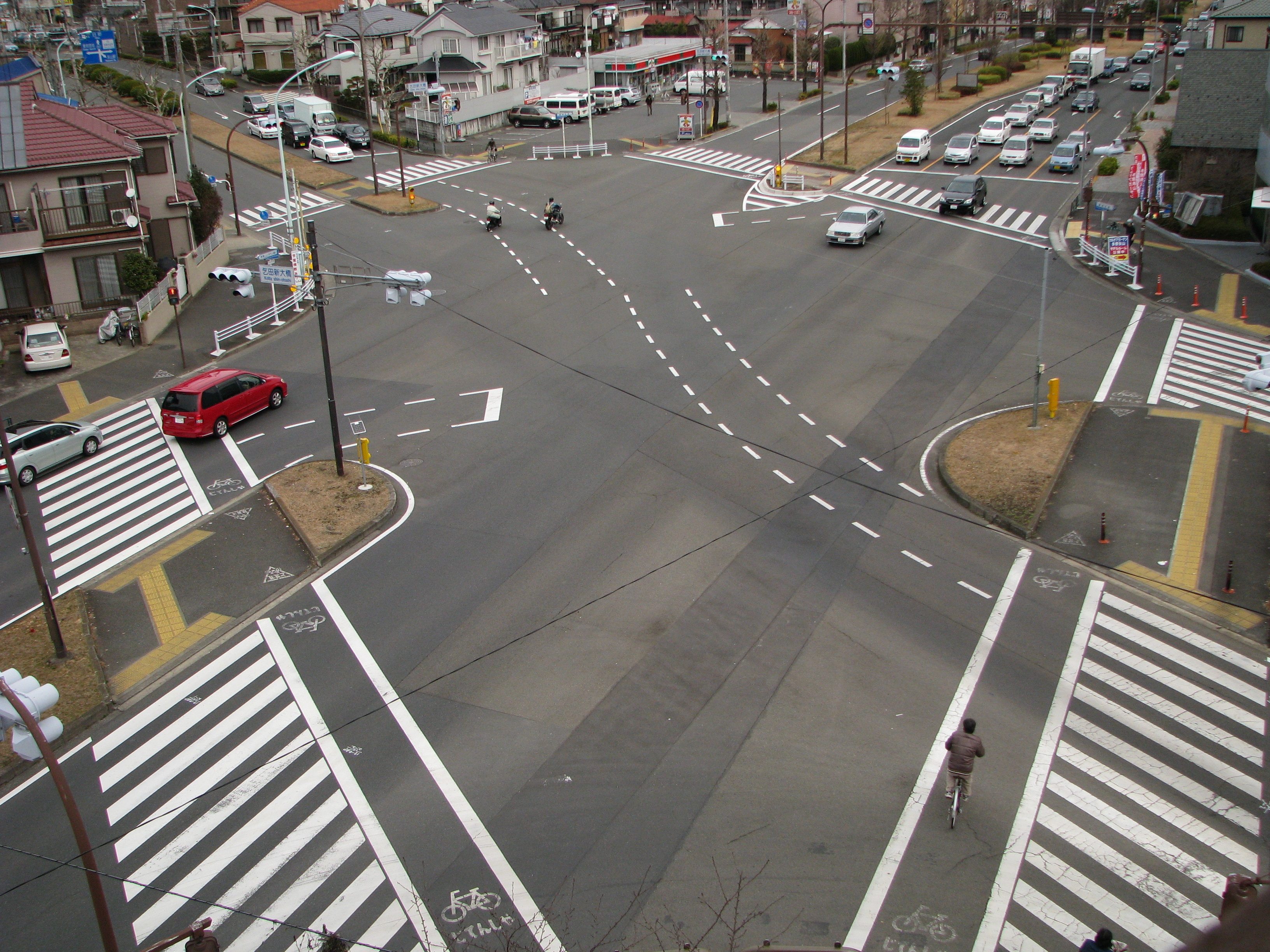
乞田新大橋交差点（左手前が起点方面）

東京都道158号小山乞田線（とうきょうとどう158ごう おやまこったせん）は、東京都町田市小山ヶ丘二丁目から八王子市を経て多摩市乞田に至る一般都道である。
道路の通称は区間により「多摩ニュータウン通り」「南多摩尾根幹線道路」の呼称がそれぞれある。

## 概要
東京都町田市小山町と多摩市乞田を結ぶ通称多摩ニュータウン通りの区間と、それに平行する南多摩尾根幹線道路（の一部）の区間、および両道路を連絡する区間に分けられる。町田市小山町から相模原市緑区東橋本へ延伸する事業が進められている。当初は2023年度開通を目指していたが、遅れている。

### 路線データ
- 陸上距離：15,826m（実延長、2016年4月1日現在）[2]
- 面積：512,652m2
- 起点 : 東京都町田市小山ヶ丘二丁目[3]（小山長池トンネル南交差点の北東側）
- 終点 : 東京都多摩市乞田（乞田新大橋交差点）
- 主な経由地 : 多摩市総合福祉センター前交差点、島田療育センター入口交差点

#### 支線
- 多摩市南野三丁目（多摩市総合福祉センター前交差点） - 多摩市南野二丁目（多摩南野交差点）
- 多摩市山王下一丁目（島田療育センター入口交差点） - 町田市小山町（多摩ニュータウン入口交差点）

## 路線状況

### 通称
- 多摩ニュータウン通り[4]
  - 起点：多摩市乞田（乞田新大橋交差点）
  - 終点：町田市小山町（東京都道47号八王子町田線交点）（多摩ニュータウン入口交差点）
- 南多摩尾根幹線道路（の一部）
  - 起点：町田市小山ヶ丘二丁目（小山長池トンネル南交差点）
  - 終点：多摩市南野二丁目（多摩南野交差点）
- その他の区間
  - 起点：多摩市唐木田二丁目（多摩市総合福祉センター前交差点）
  - 終点：多摩市山王下一丁目（島田療育センター入口交差点）

### 重複区間
- 多摩ニュータウン通り
  - 東京都道503号相模原立川線（南大沢二丁目交差点 - 大栗川橋南交差点）
- 南多摩尾根幹線道路
  - 東京都道503号相模原立川線（小山長池トンネル南交差点 - 南多摩斎場入口交差点）

### 道路施設

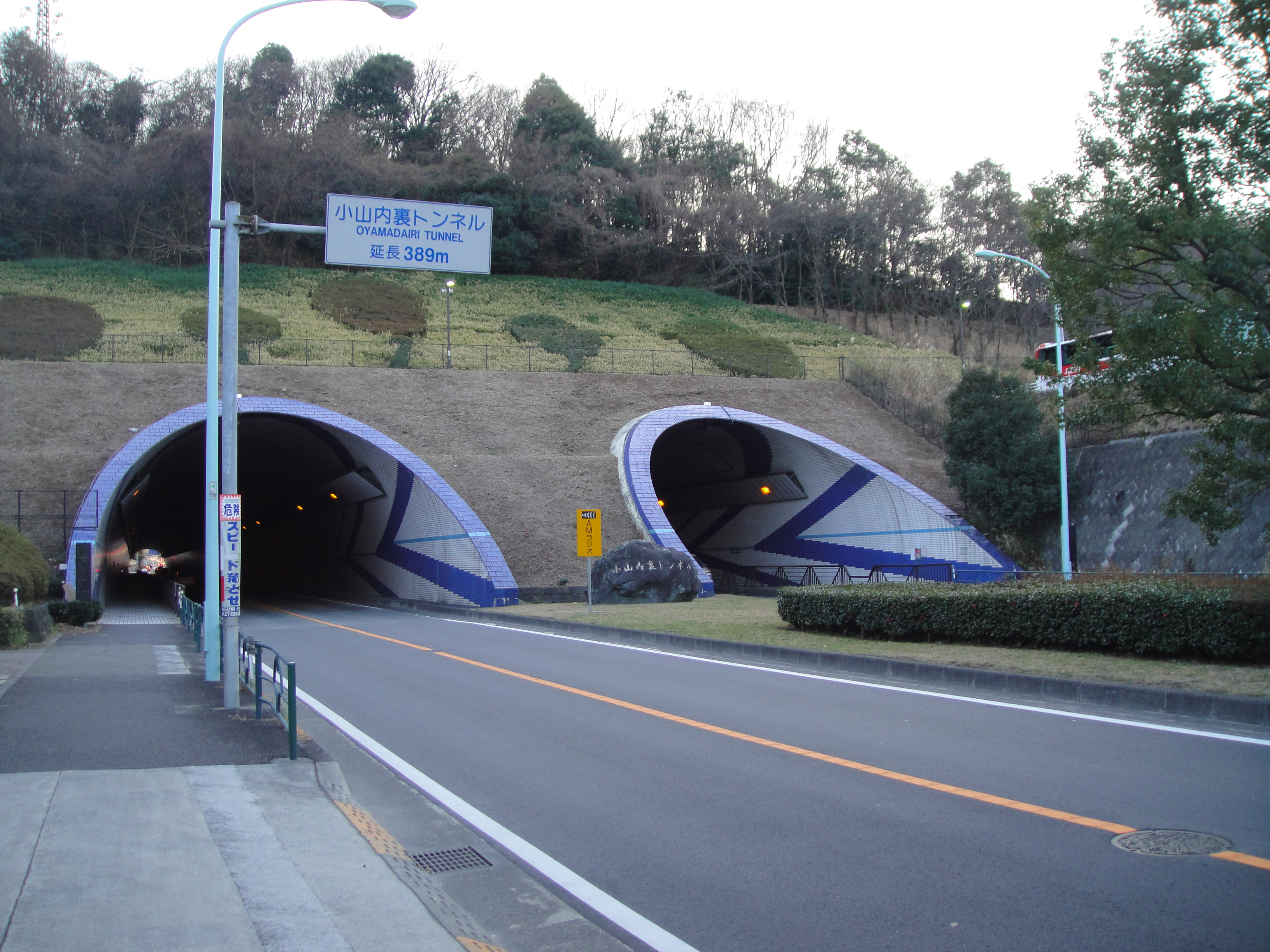
小山内裏トンネル（八王子市側）

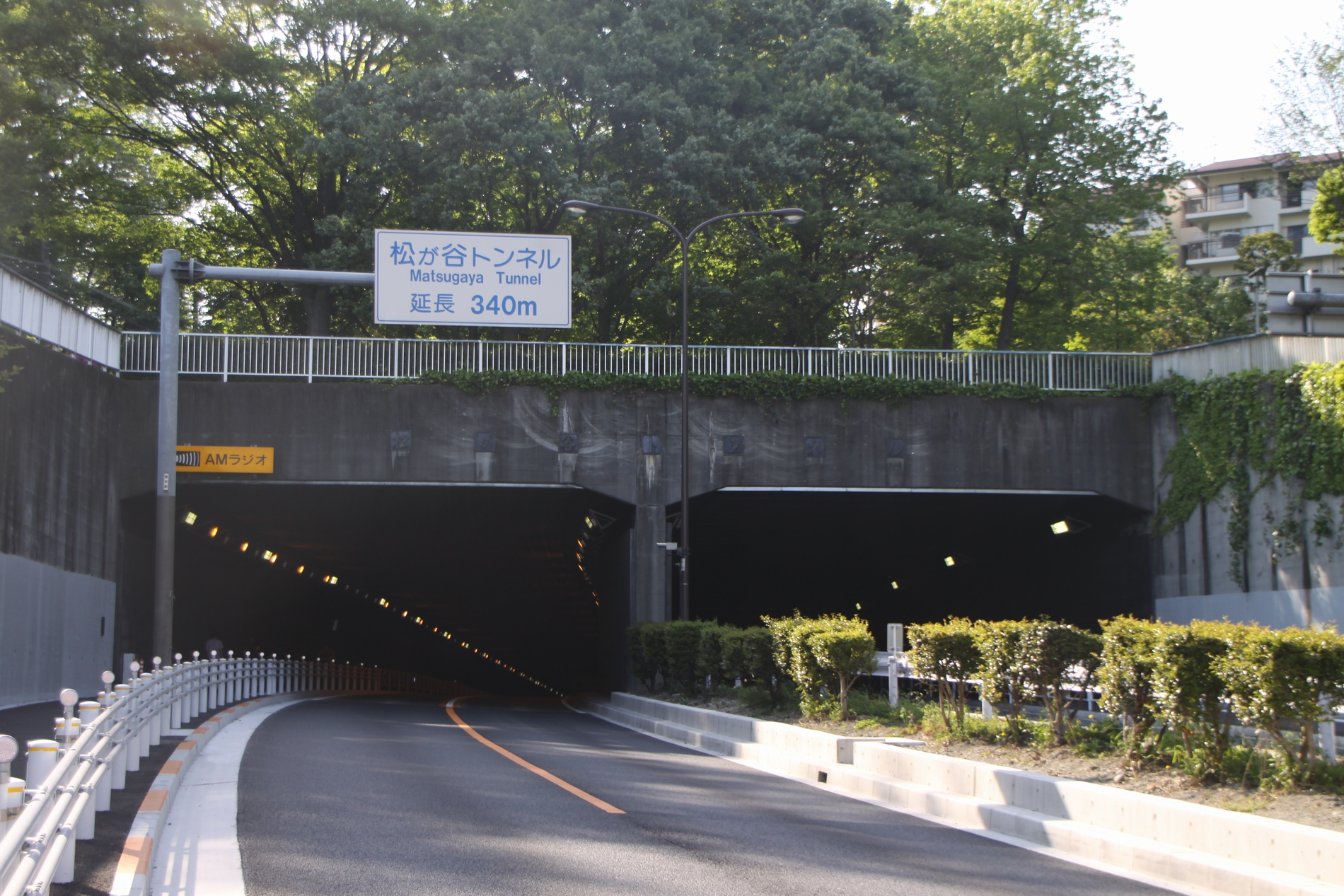
松が谷トンネル

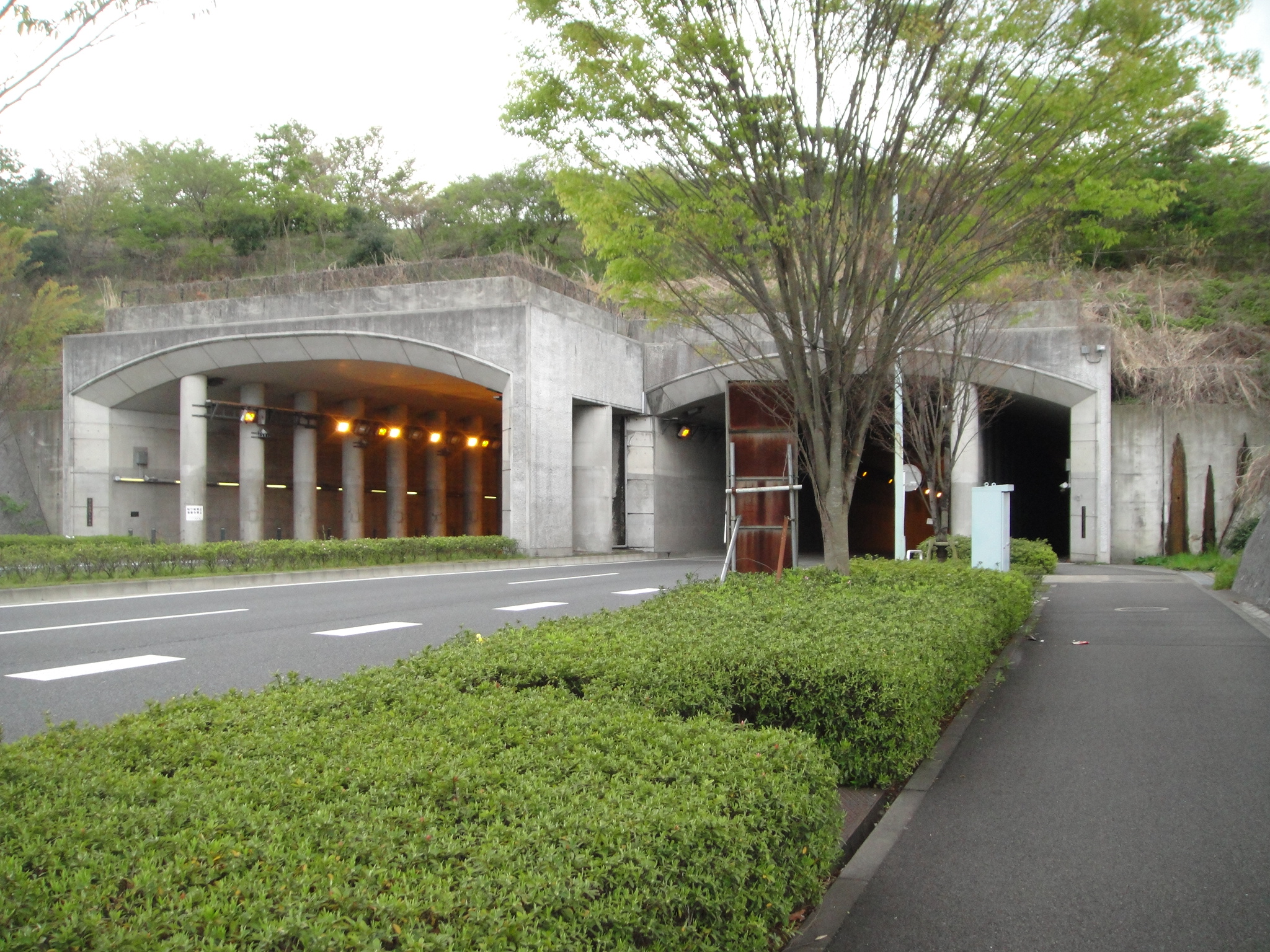
小山長池トンネル

#### トンネル
- 多摩ニュータウン通り
  - 小山内裏トンネル - 延長389m。トンネル上には小山内裏公園がある。土木学会技術賞受賞。
  - 松が谷トンネル - 延長340m。
- 南多摩尾根幹線道路
  - 小山長池トンネル - 東行きは延長129m、西行きは延長78m。トンネル上には尾根緑道がある。

#### 橋梁
- 南多摩尾根幹線道路
  - 清水入陸橋
  - 上小山田橋
  - 唐木田大橋

## 地理

### 通過する自治体
- 東京都
  - 町田市
  - 八王子市
  - 多摩市

### 交差・接続している道路

#### 多摩ニュータウン通り
| 交差する道路                                  | 交差する道路                                      | 交差点名             | 所在地 | 所在地   |
| --------------------------------------------- | ------------------------------------------------- | -------------------- | ------ | -------- |
| 多摩ニュータウン通り延伸部（事業中）          |                                                   |                      |        |          |
| 東京都道47号八王子町田線（町田街道）          | 東京都道47号八王子町田線（町田街道）              | 多摩ニュータウン入口 | 東京都 | 町田市   |
| 八王子市道                                    | 東京都道503号相模原立川線                         | 南大沢二丁目         | 東京都 | 八王子市 |
| 都道503号線 未成区間                          | 東京都道503号相模原立川線                         | 南大沢二丁目         | 東京都 | 八王子市 |
| 東京都道155号町田平山八王子線（平山通り）     | 東京都道155号町田平山八王子線（平山通り）         | 大栗川橋南           | 東京都 | 八王子市 |
| -                                             | 支線                                              | 島田療育センター入口 | 東京都 | 多摩市   |
| 東京都道156号町田日野線（多摩モノレール通り） | 東京都道156号町田日野線（多摩モノレール通り）     | 多摩山王橋           | 東京都 | 多摩市   |
| 都道156号支線（多摩センター東通り）           | 都道156号支線（多摩センター東通り）               | 多摩センター駅入口   | 東京都 | 多摩市   |
| 東京都道157号乞田東寺方線                     | 東京都道18号府中町田線（鎌倉街道 町田・愛川方面） | 乞田新大橋           | 東京都 | 多摩市   |
| 都道18号線（鎌倉街道 府中・所沢方面）         |                                                   |                      |        |          |

#### 南多摩尾根幹線道路
| 交差する道路                                                      | 交差する道路                                                      | 交差点名               | 所在地 | 所在地   |
| ----------------------------------------------------------------- | ----------------------------------------------------------------- | ---------------------- | ------ | -------- |
| 東京都道503号相模原立川線（南多摩尾根幹線道路 相模原方面）        |                                                                   |                        |        |          |
| 町田市道（多摩境通り）                                            | 町田市道（多摩境通り）                                            | 小山長池トンネル南     | 東京都 | 町田市   |
| 都道503号線重複区間                                               |                                                                   |                        |        |          |
| 都道503号線                                                       | 八王子市道                                                        | 南多摩斎場入口         | 東京都 | 八王子市 |
| 東京都道155号町田平山八王子線                                     | 東京都道155号町田平山八王子線                                     | -                      | 東京都 | 多摩市   |
| 支線                                                              | 多摩市道                                                          | 多摩市総合福祉センター | 東京都 | 多摩市   |
| 東京都道156号町田日野線（多摩モノレール通り ）※モノレール通り起点 | 東京都道156号町田日野線（多摩モノレール通り ）※モノレール通り起点 | 多摩南野交差点         | 東京都 | 多摩市   |
| 東京都道156号町田日野線（南多摩尾根幹線道路 稲城方面）            |                                                                   |                        |        |          |

#### その他の区間
| 交差する道路                         | 交差点名                 |
| ------------------------------------ | ------------------------ |
| 多摩市道（日大三高・町田市木曽方面） |                          |
| 本線（南多摩尾根幹線道路）           | 多摩市総合福祉センター前 |
| 多摩市道（唐木田通り）               | 唐木田駅入口             |
| 本線（多摩ニュータウン通り）         | 島田療育センター入口     |

### 他交通機関との接点

#### 多摩ニュータウン通り
- 京王相模原線　多摩境駅～京王永山駅付近
- 小田急多摩線　唐木田駅～小田急永山駅付近
- 多摩モノレール　多摩センター駅付近

#### 南多摩尾根幹線道路
- 小田急多摩線　唐木田車庫付近

### 周辺施設

#### 多摩ニュータウン通り
- 八王子市立松木中学校

- 八王子市立松木小学校
- 八王子市立秋葉台小学校

- 東京都立松が谷高等学校

- 南多摩看護専門学校
- 多摩市立多摩第三小学校

#### 南多摩尾根幹線道路
- 大妻女子大学多摩キャンパス
- 大妻多摩中学高等学校
- 多摩市立鶴牧中学校
- 多摩市立南鶴牧小学校
- 東京医療学院大学